# Кубан
Вижте пояснителната страница за други значения на Кубан.
Кубан (на руски: Кубань; на адигейски: Пшызэ) е географски регион в Южна Русия около река Кубан, между Понтийско-Каспийската степ, делтата на Волга и Кавказ.
Краснодарският край често неофициално е наричан „Кубан“, въпреки че терминът включва в себе си също републиките Адигея, Карачаево-Черкезия и части от Ставрополски край от Ростовска област.

## Описание
Според една версия, названието Кубан произлиза от древногръцкото Гипанис – „конска река“, в смисъл на бурна и мощна. Според друга версия, названието произхожда от карачаевското Къобхан – „надигаща се, разливаща се река“.
Към 18 век регионът е населяван основно от адигейци. По това време тук се заселват казаци, които да защитават южната граница на Руската империя. Земите са предадени на казаците с указ на Екатерина II и тогава бива основан град Екатеринодар, който става център на Кубанската казашка войска. След Руско-турската война (1768 – 1774) населението в региона започва да приема про-руско настроение.
В началото на 19 век тук се преселват черкезки арменци – черкесогаи и основават град Армавир. От 1860 до 1918 г. земите на Кубанските войски са оформени административно в Кубанска област. От края на 19 век регионът започва активно да се заселва с освободени от крепостна зависимост селяни от Централна Русия.
След Октомврийската революция болшевиките превземат Екатеринодар. В хода на Първия кубански поход през пролетта на 1918 г. градът е щурмуван от белите войски на генерал Лавър Корнилов, но щурмът е удържан, а генералът е убит. В хода на Втория кубански поход през есента на 1918 г., Екатеринодар и цялата Кубанска област са превзети, а болшевиките – изгонени. Следва система на двойна власт – Кубанската рада провъзгласява Кубанската народна република. Де факто територията се подчинява на генерал Антон Деникин.
В началото на 1920 г. генерал Деникин претърпява поражение и неудачно евакуира войските си през пристанище Новоросийск, в резултат на което настъпващите болшевики издевателстват над пленниците и мирното население. Към средата на 1920 г. Пьотър Врангел и войските му извършват десант от Крим в Кубан, завършил с неуспех.
Периодът от 1920-те до 1950-те години е тежък за Кубан и е свързан със събития като разказачване, колективизация, масов глад и Втората световна война.
Към днешно време регионът е един от най-привлекателните в Русия за вътрешна миграция.